# ヴィリアン・ソウザ・アロン・ダ・シウヴァ
ヴィリアン・アロン（Willian Arão）ことヴィリアン・ソウザ・アロン・ダ・シウヴァ（ポルトガル語: Willian Souza Arão da Silva、1992年3月12日 - ）は、ブラジルのサッカー選手。サントスFC所属。ポジションはミッドフィールダー。

## クラブ歴
サンパウロFCのユースから、2011年に中盤を補強したいSCコリンチャンス・パウリスタに移籍した。コパ・サンパウロ・ジ・フチボウ・ジュニオルで左サイドを制圧し注目された。その後トップチームでも出場したが、2013年はアソシアソン・ポルトゥゲーザ・ジ・デスポルトスで、2014年はアソシアソン・シャペコエンセ・ジ・フチボウとアトレチコ・ゴイアニエンセでのレンタル生活を送った。
2015年1月10日にボタフォゴFRに移籍。1年間で58試合に出場し、カンピオナート・ブラジレイロ・セリエB制覇に貢献した。
2016年1月1日にCRフラメンゴに加入。この移籍は非常にややこしい物となったため、最終的に裁判所に解決が委ねられた。同年12月28日に3年契約を新たに締結し、2019年12月までの契約となった。
2022年7月14日、フェネルバフチェSKに2年契約で移籍した。
2023年8月17日、パナシナイコスFCに2年契約で移籍した。
2025年7月1日、サントスFCに移籍した。

## 代表歴
2017年1月19日に代表初招集、同月26日に行われたコロンビア代表戦で代表初出場。

## タイトル
コリンチャンス
- コパ・リベルタドーレス: 2012
- FIFAクラブワールドカップ: 2012
- カンピオナート・パウリスタ: 2013
- レコパ・スダメリカーナ: 2013

ボタフォゴ
- カンピオナート・ブラジレイロ・セリエB: 2015

フラメンゴ
- カンピオナート・カリオカ: 2017, 2019, 2020, 2021
- コパ・リベルタドーレス: 2019, 2022
- カンピオナート・ブラジレイロ・セリエA: 2019, 2020
- スーペルコパ・ド・ブラジル: 2020, 2021
- レコパ・スダメリカーナ: 2020

フェネルバフチェ
- テュルキエ・クパス: 2022-23

パナシナイコス
- キペロ・エラーダス: 2023-24

### 個人
- カンピオナート・カリオカベストイレブン: 2016[13]
- ボーラ・ジ・プラッタ: 2016[14]